# كارلوس ريد
كارلوس ريد (بالإسبانية: Carlos Reed)‏ هو سباح تشيلي، (و. 1917 – 1998 م).

## وصلات خارجية
- كارلوس ريد على موقع الاتحاد الدولي للسباحة (الإنجليزية)
- كارلوس ريد على موقع أوليمبيديا (الإنجليزية)